# Exarchát (byzantská říše)
Exarchát byl byzantský administrativní celek, v jehož čele stál exarcha. Exarcha byl původně titul důstojníka armády v pozdně římském období. Později se tento titul vyvinul ve vojensko-správní funkci, jejímuž nositeli na příslušném území náleželo nejvyšší postavení jak z hlediska civilní administrativy, tak v oblasti vojenského velení. Proces slučování civilních a vojenských funkcí v provinciích vzdálených od centra byzantské říše a ohrožených nepřátelskými útoky začal již za vlády Justiniána I. Koncem 6. století císař Maurikios založil ravennský exarchát v Itálii a kartaginský exarchát v severní Africe. Soustředění těchto funkcí umožňovalo flexibilnější a nezávislejší rozhodování, proto exarcháty fungovaly v oblastech dále od centra státu, v mnoha ohledech v místech, kde existovalo nebezpečí nepřátelských útoků. V Itálii se toto ohrožení týkalo Langobardů, kteří sem přišli roku 568 a zabrali podstatnou část Apeninského poloostrova. Na druhou stranu africké území ohrožovaly severoafrické kmeny Berberů a zhruba od poloviny 7. století islámská expanze. Díky mimořádným administrativním opatřením se dokázala tato území úspěšně bránit cizí expanzi, a to až do roku 698, kdy padlo hlavní město afrického exarchátu Kartágo do rukou Arabů, respektive 751, kdy hlavní město italského exarchátu Ravennu dobyli Langobardi. V mnoha ohledech byly exarcháty předchůdci pozdějšího administrativního systému themat.